# Folgers

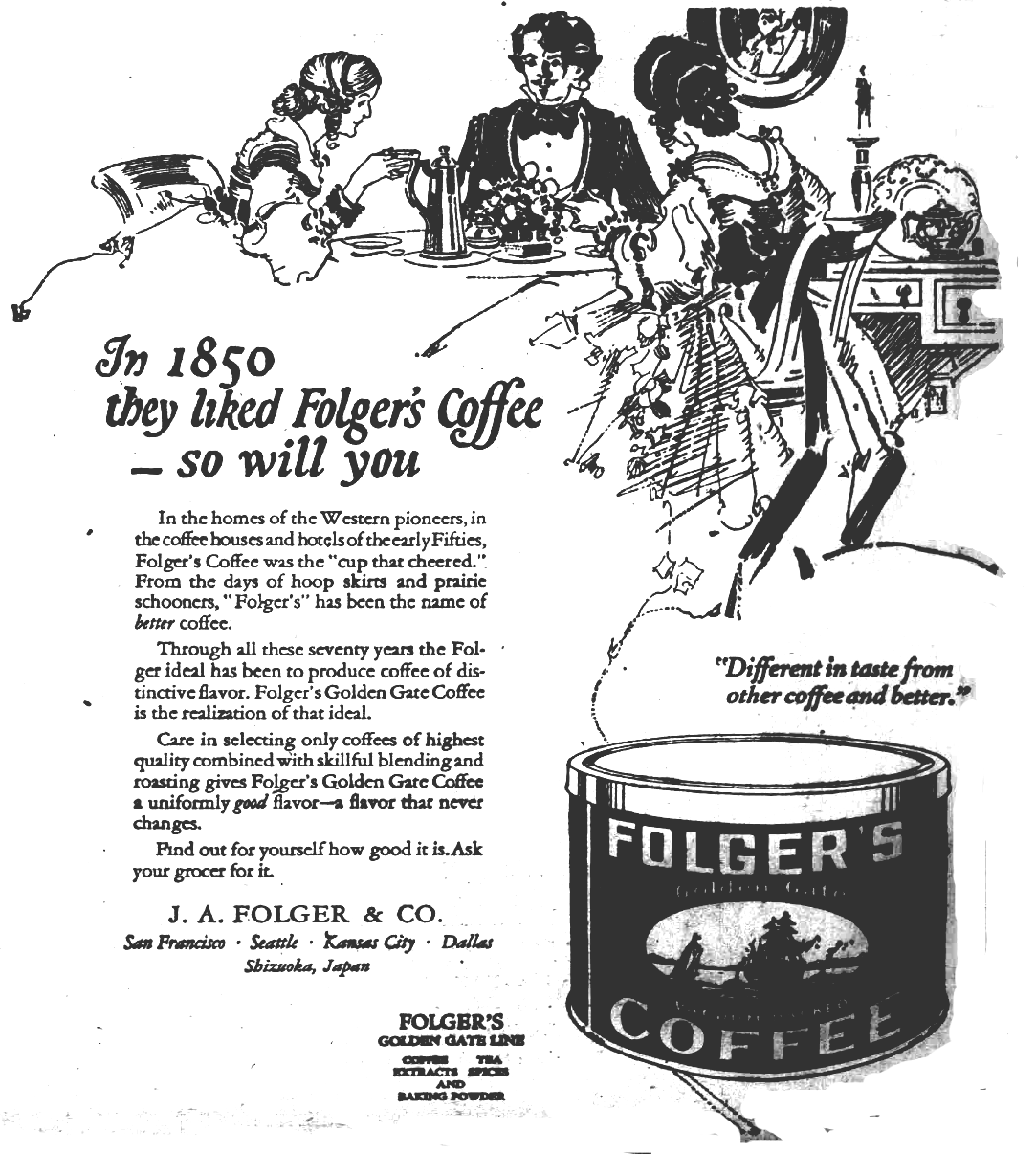
Pub pour le produit de 1921. "En 1850, ils aimaient le café Folgers - vous aussi "

Folgers Coffee est une marque de café américaine, détenue par The J.M. Smucker Company depuis 2008, après son rachat à la branche agroalimentaire du groupe Procter & Gamble.

## Historique
La société The Pioneer Steam Coffee and Spice Mills est fondée en 1850 par William H. Bovee à San Francisco. Bovee se spécialise dans la vente de café torréfié et moulu, un nouveau format pour l'époque. Bovee recrute J.A. Folger, arrivé en Californie du Nantucket, Massachusetts, pendant la Ruée vers l'or, devient partenaire en 1865, puis propriétaire en 1872. Il renomme alors la société J.A. Folger & Co. Il décède en juin 1889 et son fils James A. Folger, II, reprend les rênes de l'entreprise.
Dirigée au milieu du XXe siècle par son petit-fils Peter Folger, l'entreprise devient l'une des principales marques de café en Amérique du Nord.
P&G rachète l'entreprise familiale en 1963 et démarre l'expansion nationale de la distribution de Folger Coffee à travers une guerre marketing contre son principal concurrent, Maxwell House.
À partir de 1975, les cours du café chutent (8 augmentations de prix en 1976), ce qui provoque des ralentissements dans la croissance nationale de la marque. En 1979, P&G lance Folgers sur la côte est américaine. De nombreux torréfacteurs artisanaux coulent. En 1984, la marque lance son fameux jingle The Best Part of Waking Up is Folger's in Your Cup!. En 1986, Folgers adopte le packaging brique (sous vide format rectangulaire et non en conserve) au niveau national.
En 1990, plusieurs organisations appellent au boycott de Folgers pour convaincre P&G de ne plus acheter son café au Salvador frappé par une guerre civile depuis 1979, étayant que les revenus provenant de la vente de café financent les conflits armés. À partir des années 1990, Folgers commence à valoriser les cafés de qualité supérieure, et lance son label Folgers Gourmet Supreme.
Aujourd'hui connue sous la marque Folgers, P&G la vend en 2008 à The J.M. Smucker Company pour $2,95 milliards. En 2020, la marque sort un label dont les grains sont traçables grâce à une technologie blockchain.

## Faits divers
Le 9 août 1969, des membres de la « Famille » de Charles Manson pénètrent dans la maison de Sharon Tate et Roman Polanski, située au 10050 Cielo Drive à Los Angeles. Ce commando sectionne les câbles de téléphone de cette villa de star occupée par Sharon Tate et ses amis (le coiffeur des stars Jay Sebring (en), le producteur Wojciech Frykowski et sa fiancée Abigail Folger, héritière de la compagnie de café Folgers). Les corps de Frykowski et Folger gisent sur le gazon, défigurés.
En 1989, une tentative de kidnapping sur une héritière de la famille Folger échoue.
En 1996, le fondateur d'Atari Nolan Bushnell revend la Folger Estate à Woodside pour $8,9 millions, une maison bâtie en 1905 par Arthur Brown, Jr. pour James A. Folger II, le fils du fondateur de l'entreprise familiale, et rachetée par Bushnell en 1977.